# Eusèbe (pape)
Pour les articles homonymes, voir Eusèbe.
Eusèbe, mort en Sicile en 309 ou 310, est un évêque de Rome dont l'épiscopat prend place entre le 18 avril et le 17 août 309 ou 310.
Son épiscopat est marqué par la violente crise qui déchire la communauté chrétienne de Rome au sujet des lapsi dont Eusèbe estime qu'il faut les réadmettre à la communion chrétienne, à la différence de son concurrent Héraclius qui dirige la faction adverse refusant cette réintégration. Les deux prélats sont exilés vers 309 par l'empereur romain Maxence et Eusèbe meurt en Sicile dans les mois qui suivent.
Selon le comput de la tradition catholique, qui le considère comme saint et le célèbre le 17 août, il est le 31e pape.

## Éléments biographiques

### Les sources
Peu de choses sont conservées du personnage d'Eusèbe et de son bref pontificat connu essentiellement au travers des quelques éléments qu'en livre le Catalogus Liberianus et l'épitaphe en vers composée par l'un de ses successeurs, Damase Ier, dont certains fragments ont été trouvés en 1852 par Giovanni Battista de Rossi dans les Catacombes de Saint-Calixte.
Ainsi qu'en attestent Eusèbe de Césarée, Optat de Milève, Augustin d'Hippone et le Catalogus Liberianus, Eusèbe est élu à l'épiscopat romain après la déposition ou la mort de Marcel Ier sans qu'on sache précisément en quelle année cet avènement prend place : l'année 310 est généralement retenue mais l'année 309 est également plausible. La durée de son règne qui débute le 18 avril est comprise, selon les sources, entre quatre et six mois.

### Épiscopat
Son nom dénote d'une probable origine grecque et d'après le Liber Pontificalis, il était fils de médecin ou médecin lui-même.
Lorsque Eusèbe entre en charge, les persécutions contre les chrétiens ont été levées par l'empereur romain Maxence (306–312) depuis quelques années. Cependant, à l'instar de son prédécesseur, Eusèbe est confronté aux troubles générés au sein de la communauté chrétienne de Rome par les lapsi qui, lors de la persécution de Dioclétien, s'étaient conformés aux édits impériaux et exigeaient désormais leur réintégration au sein de l'Église sans pénitence. D'après l'épitaphe damasienne, Eusèbe « enseign[ant] que ceux qui étaient tombés avaient le droit de se repentir », semble avoir autorisé cette réintégration à condition d'une pénitence convenable. Opposé à cette attitude conciliante et reprochant à Eusèbe son laxisme envers ceux qui avaient apostasié, une faction rigoriste intransigeante menée par Héraclius — qui semble avoir été une sorte d'antipape — « contest[ait] à ceux qui étaient tombés le droit de se repentir ».
Ainsi que le pape Damase l'évoque par des termes très forts (« sédition, meurtre, guerre, discorde, litiges »), cette opposition déclenche une série de violences et d'émeutes qui s'apparente à une lutte factieuse au sein de la communauté chrétienne romaine (« le peuple se scinde en deux partis quand monte la fureur »), une lutte qui marque la mémoire de la communauté ainsi qu'en attestent les épigrammes damasiennes exaltant par comparaison les figures de l'évêque Marcellin revenu à la communion de l'Église après avoir apostasié ou encore du prêtre Hippolyte, un prêtre novatianiste revenu sur son intransigeance.
Les troubles engendrent l'intervention de l'autorité civile et, comme il l'avait fait précédemment avec Marcel Ier dans une préoccupation de maintien de l'ordre public, l'empereur romain Maxence réagit en exilant les chefs des deux factions : Eusèbe est ainsi déporté en Sicile (litore tinacrio) où il meurt peu après, faisant, aux yeux de la tradition locale, de l'empereur un tyran persécuteur tandis que l'évêque est considéré comme un martyr, un titre dont l'épitaphe de Damase l'honore mais qui n'est repris ni par le Chronographe de 354 ni par le Liber Pontificalis.
Après une vacance de plusieurs mois, Miltiade est élu à la tête de l'Église de Rome, auquel Maxence restitue les biens confisqués lors de la persécution de Dioclétien. Le corps de son prédécesseur est rapporté à Rome et inhumé dans les Catacombes de Saint-Calixte. Sa fête, jadis célébrée le 26 septembre, l'est maintenant le 17 août.